# Église Santa Maria in Via
L'église Santa Maria in Via (en français : Église Sainte-Marie-en-Route) est une église romaine située dans le rione de Trevi sur la via del Tritone.

## Historique
Le nom de l'église prête à controverse, in Via pouvant provenir de via Flaminia ou d'un déformation du mot vigna. D'anciens documents font mention de son existence en 955. L'église fut restructurée à deux reprises, la première en 1491 sous le pontificat d'Innocent VIII, la seconde en 1594 où l'église fut entièrement reconstruite sur les plans de Giacomo della Porta puis de Francesco da Volterra, avec la façade complétée par Pierre de Cortone en 1660. En 1897, le flanc nord de l'église est percé d'une entrée supplémentaire avec l'ouverture de la via del Tritone.
En 1513, l'église est attribuée à l'Ordre des Servites de Marie par Léon X. Elle est le siège du titre cardinalice Santa Maria in Via institué par le pape Jules III en 1551.

### Église équatorienne
Le courant cardinal-prêtre est Raúl Eduardo Vela Chiriboga de l'Équateur. L'église sert une église nationale à Rome pour la communauté équatorienne.

## Architecture et décorations
L'intérieur est constitué d'une nef unique avec des chapelles attenantes, dont la Cappella del Pozzo (chapelle du puits). La voûte est de Giovanni Domenico Piastrini.

### Chapelle du puits
Cette chapelle a été créée par le pape Alexandre IV pour accueillir l'image de la Madone trouvée, selon la tradition, dans un puits par le cardinal Pietro Capocci durant la nuit du 26 au 27 septembre 1256. La chapelle actuelle, qui sert à conserver cette découverte miraculeuse, date de 1591. Sa construction est due à l'initiative du moine Giovanni Battista Canobi dont la tombe se trouve à gauche dans la chapelle. L'image de la Madone est enchâssée au-dessus de l'autel dont la décoration date du milieu du XVIIIe siècle. 
Sur la droite, deux vitraux racontent l'histoire de la découverte de l'image. La voûte est décorée d'une fresque de Michelangelo Bedini, Le Couronnement de la Vierge, datée de 1946.

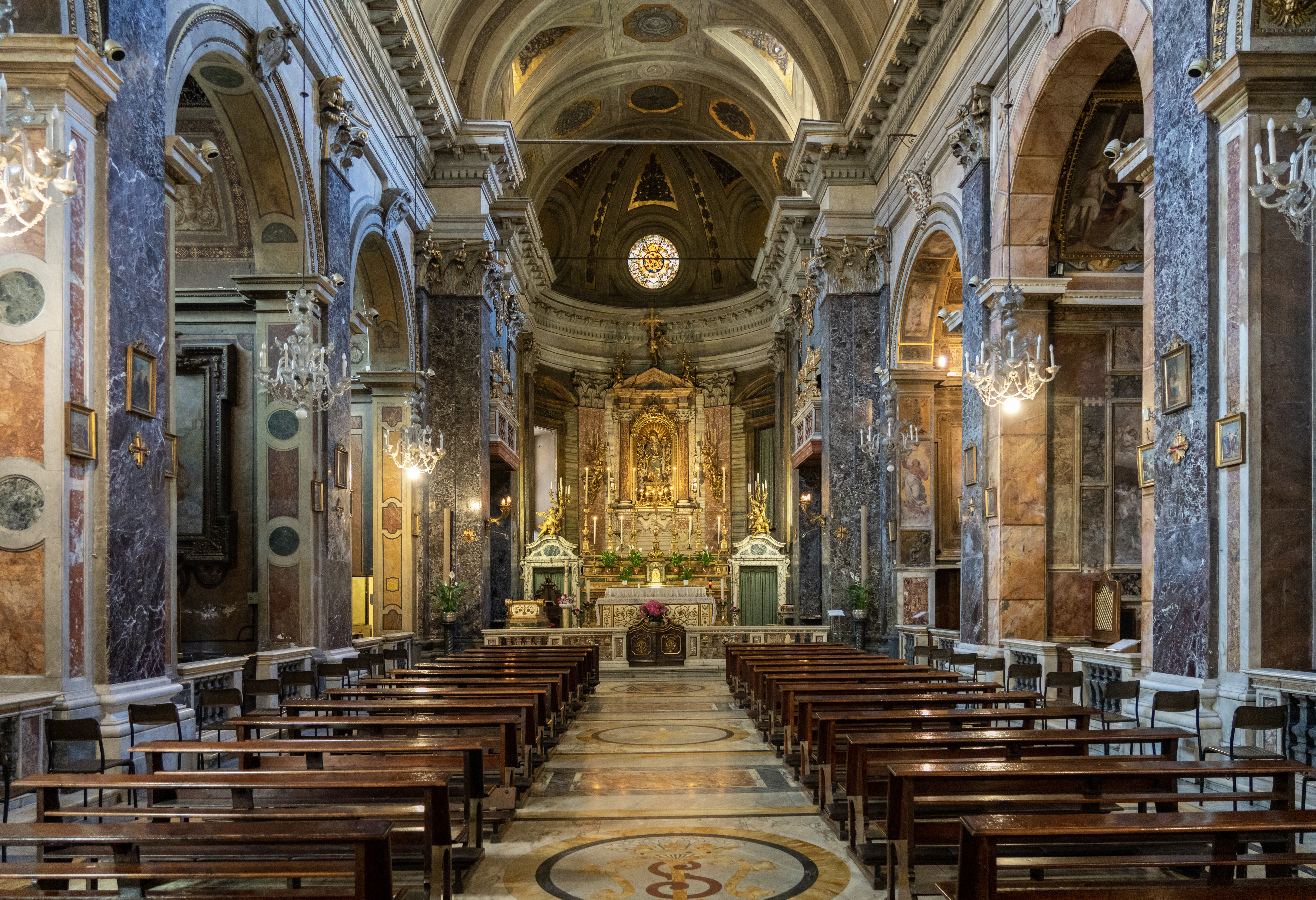
La nef centrale
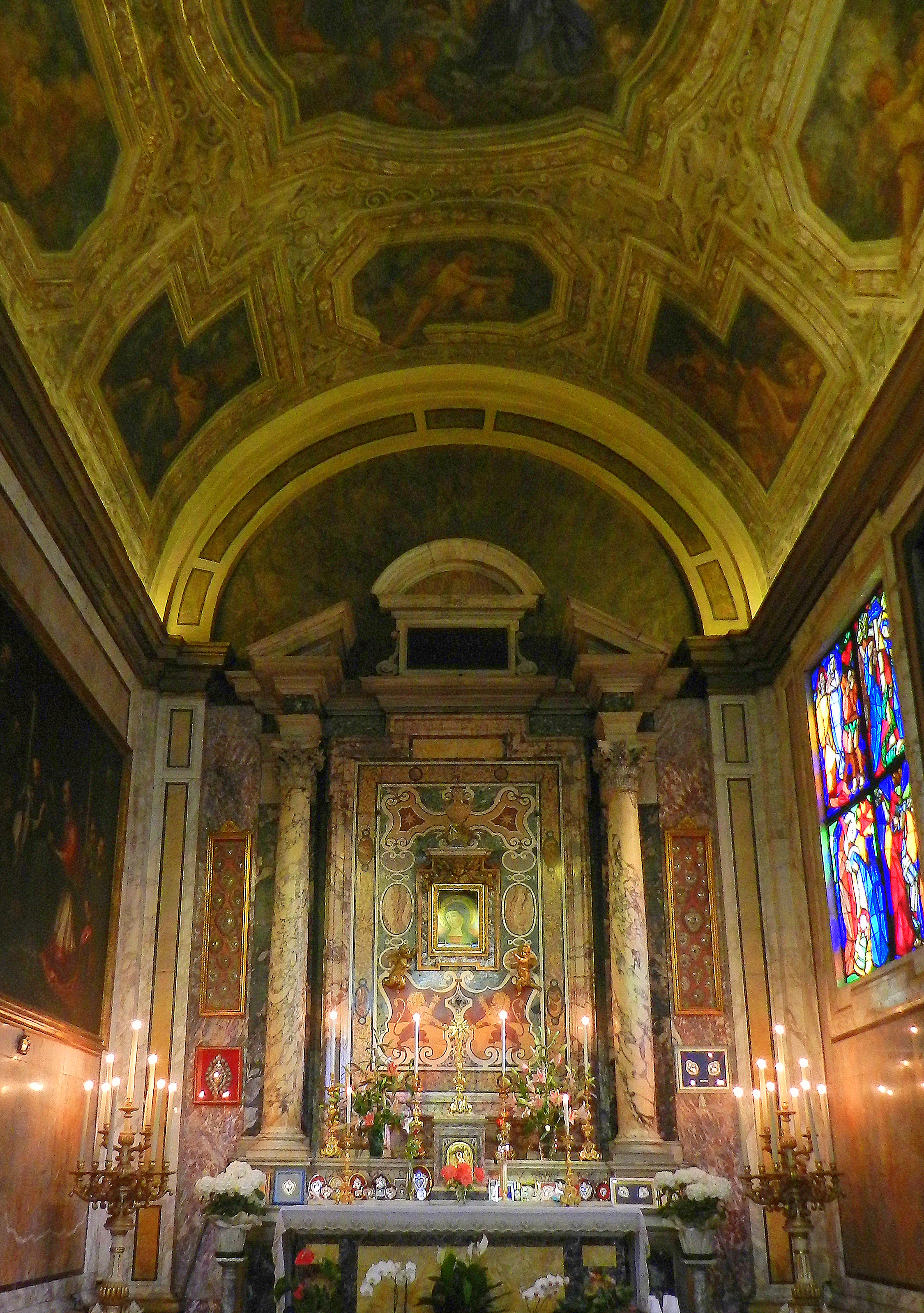
La chapelle du puits
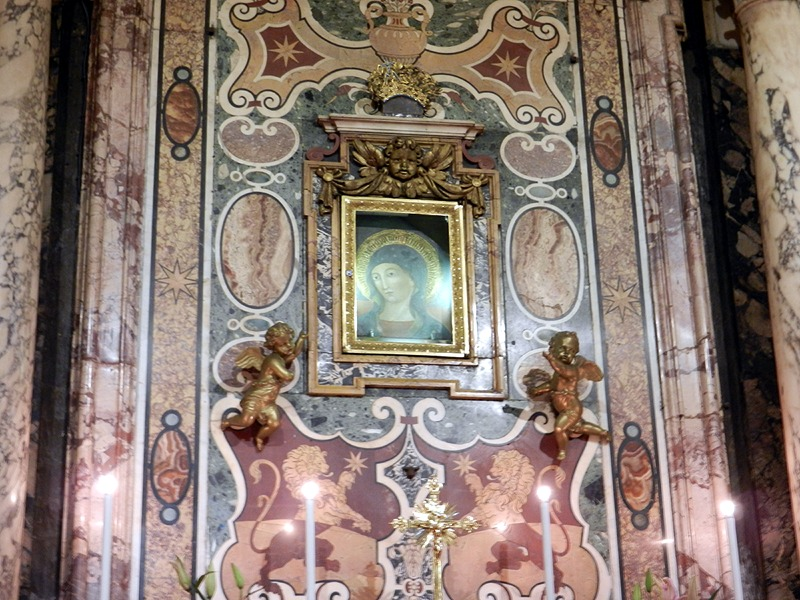
La Madone du puits
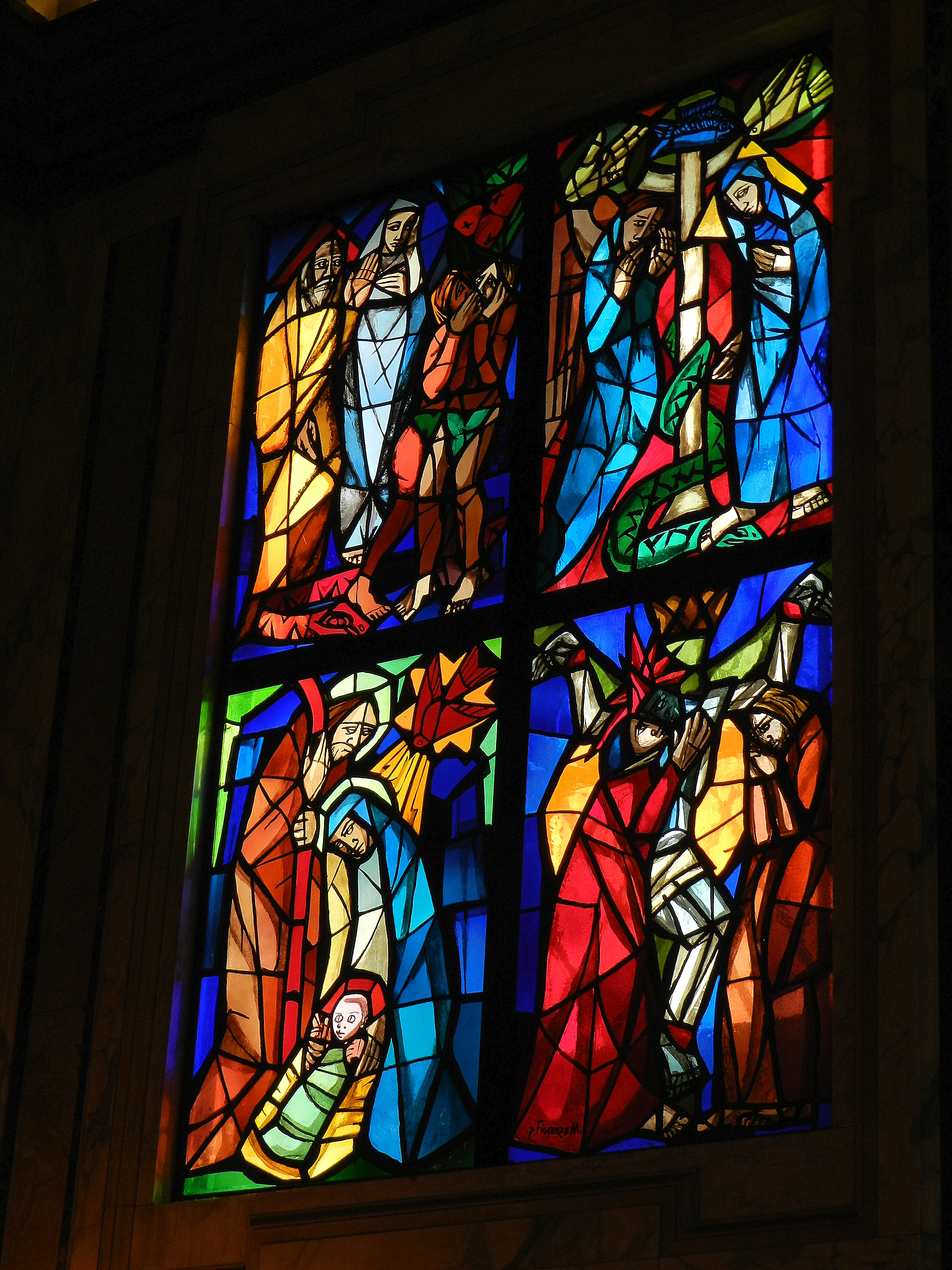
Vitrail